# Швартбук
Швартбук (њем. Schwartbuck) општина је у њемачкој савезној држави Шлезвиг-Холштајн. Једно је од 84 општинска средишта округа Плен. Према процјени из 2010. у општини је живјело 836 становника. Посједује регионалну шифру (AGS) 1057076.

## Географски и демографски подаци
Швартбук се налази у савезној држави Шлезвиг-Холштајн у округу Плен. Општина се налази на надморској висини од 47 метара. Површина општине износи 13,2 km². У самом мјесту је, према процјени из 2010. године, живјело 836 становника. Просјечна густина становништва износи 64 становника/km².